# Tempest Peak
Tempest Peak är en bergstopp i Antarktis. Den ligger i Östantarktis. Nya Zeeland gör anspråk på området. Toppen på Tempest Peak är 3 376 meter över havet.
Terrängen runt Tempest Peak är huvudsakligen kuperad. Trakten är obefolkad. Det finns inga samhällen i närheten.